# Eddie Mayehoff
Eddie Mayehoff (7 de julio de 1909 – 12 de noviembre de 1992) fue un actor estadounidense.

## Biografía
Nacido en Baltimore, Maryland, es probablemente más conocido por su papel de Harold Lampson, el marido e incompetente abogado de la comedia cinematográfica de 1965 How to Murder Your Wife.
En 1952 protagonizó la sitcom de corta trayectoria de la NBC Doc Corkle, emitida únicamente durante tres semanas.
En la temporada televisiva de 1954-1955 Mayhoff encarnó a un contratista de construcción y antiguo jugador de fútbol tratando de llevar a su hijo "Junior," interpretado por Gil Stratton, al éxito en su común pasión deportiva, en la sitcom de la CBS That's My Boy, basada en el film de 1951 de Dean Martin y Jerry Lewis That's my boy. Rochelle Hudson interpretaba en la serie a la esposa y madre.
En 1957 Mayehoff fue nominado al Premio Tony por su papel en la obra Visit to a Small Planet.
Eddie Mayehoff falleció en 1992 en Ventura (California), por causas naturales.